# マックス・エルトマンスデルファー
マックス・エルトマンスデルファー（Max Erdmannsdörfer, 1848年6月14日 - 1905年2月14日）は、ドイツの指揮者、ピアニスト、作曲家。時おりマックス・フォン・エルトマンスデルファー（Max von Erdmannsdörfer）とされる。

## 生涯
エルトマンスデルファーはニュルンベルクに生まれた。ライプツィヒ音楽院で学んだ後、ゾンダースハウゼンでカペルマイスターとなった。1874年、彼はリストの弟子であったパウリーネ・フィヒトナー（Pauline Fichtner）と結婚した。彼女はその後公式にパウリーネ・エルトマンスデルファー・フィヒトナーという名前を名乗るようになる。エルトマンスデルファーはリストと書簡をやり取りする仲となり、1876年7月2日にはリストの交響詩『ハムレット』（S.104）をゾンダースハウゼンで初演した。また、彼は散逸していたリストの『ピアノ協奏曲第3番』の少なくとも一部の楽譜を所有しており、その草稿は1989年になって広くヴァイマル、ニュルンベルク、レニングラードに散らばっていた断片を合わせてひとつにまとめられた。
エルトマンスデルファーはヨアヒム・ラフとも親しい間柄であった。エルトマンスデルファーと妻は2人でラフから『ピアノ五重奏曲 作品107』の2台ピアノ編曲版の献呈を受け、1877年9月22日にゾンダースハウゼンでこれを初演している。パウリーネは1870年にも、ラフの『ピアノ組曲 ト短調』の献呈を受けている。エルトマンスデルファーはラフの死後、未完成で遺された『交響曲第11番 作品214』を補筆完成させ、出版にこぎつけている。また、アレグザンダー・マッケンジーの序曲『セルヴァンテス』 (Cervantes) を1877年にゾンダースハウゼンで初演した。
1882年に、エルトマンスデルファーはモスクワに赴き、ロシア音楽協会の演奏会の首席指揮者およびモスクワ音楽院の教授に就任した。彼は妻と共に1889年までその地にとどまった。

## チャイコフスキーとの関わり

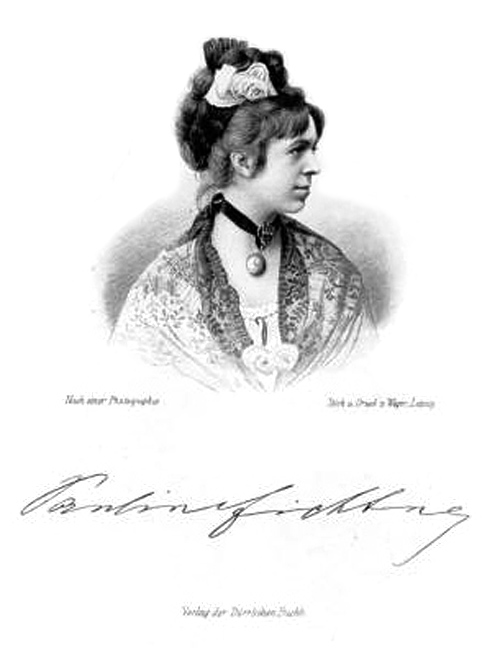
パウリーネ・フィフトナー
A. Weger作

エルトマンスデルファーはチャイコフスキーと重要な関係にあった。チャイコフスキーは彼について「大げさなニュアンスによって大衆の好みを満足させようとする傾向」があり、また「ロシアの音楽（私のものは除くが）に対してぞんざいな態度を取る」と書き記しながらも、彼を「非常に技術に長けた、経験ある、熟練の指揮者」であるとみなしていた。チャイコフスキーはモスクワで、彼に以下の作品の初演を任せている。
- 交響曲第1番 （1883年12月1日 改訂版）
- デンマーク国歌による祝典序曲 （1883年12月1日）
- 組曲第2番 ハ長調 （1884年2月16日）
チャイコフスキーは前夜にオペラ『マゼッパ』の初演に出席しており、極度に神経を疲弊させたため、組曲第2番の初演を聴かずにベルリンとパリへの旅路に就いてしまう。作曲者が不在となったことは、エルトマンスデルファーにとっていささか癇に障る事態となった[7]。
- ピアノと管弦楽のための協奏的幻想曲 （1885年3月6日）
- マンフレッド交響曲 （1886年3月11日）

チャイコフスキーの『組曲第3番』はエルトマンスデルファーに献呈されており、彼は1885年1月にモスクワ初演を行ったが、これはハンス・フォン・ビューローがサンクトペテルブルクで世界初演を行った数日後のことであった。エルトマンスデルファーが1881年10月30日、サンクトペテルブルクでのチャイコフスキーの「弦楽セレナーデ Op.48」の初演を行ったとする文献があるが、他の文献ではエドゥアルド・ナープラヴニークが初演したとされている。エルトマンスデルファーがモスクワ初演を受け持った可能性はあるだろう。
チャイコフスキーは『ハープサルの思い出』の第3曲「無言歌」のエルトマンスデルファーの編曲を高く評価しており、1892年には自らこれを指揮している。エルトマンスデルファーはアントン・ルビンシテインのピアノ小品の管弦楽編曲も行っている。彼の自作曲は今日では忘れられている。
夫妻は1889年にドイツへ帰国し、ブレーメンに居を構えた後、1896年にミュンヘンへと移った。
エルトマンスデルファーはカール・オート（Carl Otho）が発明した5弦のコントラバスを導入した人物であると考えられている。